# NGC 5331/2
NGC 5331/2 је спирална галаксија у сазвежђу Девица која се налази на NGC листи објеката дубоког неба.
Деклинација објекта је + 2° 6' 4" а ректасцензија 13h 52m 16,0s. Привидна величина (магнитуда) објекта NGC 5331 износи 13,8 а фотографска магнитуда 14,6. NGC 53312 је још познат и под ознакама UGC 8774, MCG 0-35-22, CGCG 17-82, VV 253, KCPG 401A, PGC 49264.